# 激走!ルーベンカイザー
『激走!ルーベンカイザー』（げきそう ルーベンカイザー）は、東映・グリーン・ボックスが制作し、和光プロダクションが制作に協力したテレビアニメ。1977年10月10日から1978年2月6日まで、テレビ朝日系で、毎週月曜日19時00分 - 19時30分に全17話が放送された。

## 概要
企画時の仮題は、「炎のF1ファイア スピリット」。キャラクター原案は、モータースポーツマニアでもある漫画家のすがやみつるが担当しており、星野一義や鈴鹿サーキットの協力を仰ぐなど、本格的なレース物を目指した制作がおこなわれている。フォーミュラーやアバロレーシング、K-3、バロック、バンバなどの自動車メカデザインは、かつてカーデザイナーを志望していたポピーのデザイナーである村上克司が担当しており、リアルなスポーツカーやレーシングカーなどを手掛けている。
1977年秋の本放送時は裏番組が『ルパン三世 (TV第2シリーズ)』だったこともあって視聴率が取れず、全17話で打ち切りとなった。いわゆるスーパーカーブームを受け、当時（同年10月初頭前後）はカーレースアニメだけで本作のほか、『とびだせ!マシーン飛竜』『超スーパーカー ガッタイガー』『アローエンブレム グランプリの鷹』ら4本が同時に放送されていたが、『グランプリの鷹』を除く3作は半年以内に放送を終了した。
本作は田中真弓が声優デビューした作品である。

## ストーリー
F1ドライバーの速水俊介は日本グランプリのレース中、監督からの指示を無視してマシンをクラッシュさせてしまい、レース後にチームから解雇されてしまう。そこへ、俊介の父の旧友で「カイザー・チーム」の監督を務める嵐銀二郎が現れた。銀二郎は俊介の腕を見込みチームのドライバーとして加入させた。カイザー・チームが誇る高性能フォーミュラカー「ルーベンカイザー・フォーミュラー1」は、実は俊介の父であるゲオルグ・カイザー設計のマシンだった。俊介は亡き父の夢をかなえるべく、このマシンで世界を目指す。

## 登場メカニック
「ルーベンカイザー（ドイツ語表記：LübenKeizer）」はブランド名であり、オープニングに登場するフォーミュラ1が「ルーベンカイザー」という名前ではない。
- フォーミュラー1
トラクションを稼ぐために車軸を後部2軸にしている。当時活躍したタイレル・P34と全く逆で、放送後に後部2軸のマーチ・2-4-0、ウィリアムズ・FW08Bが開発・テストされ、FW08Bは好成績も出したが、1982年末にFIAが「タイヤは4本まで」という新レギュレーションを発表したため、後部2軸の6輪車はレースに参加することなく終わった。
- バロックフォーミュラ
- バロックラリー
ともに2ドアセダン「バロック」をベースにしたもの。フォーミュラのデザインやカラーリングは当時実際のレーシングシーンで活躍していたBMW 3.0 CSLの影響を受けている。
- アバロレーシング
スポーツカー「アバロ」をベースに、オーバーフェンダーやエアロパーツの装着によりレーシングカーとしてカスタマイズさせたもの。
- K-3
市販車の改造ではなく、最初からレーシングカーとして開発されたプロトタイプレーシングカー。同じカテゴリーのポルシェ・936やアルピーヌ・A442（英語版）などを徹底的に研究し、銀次郎の設計で生み出された。
- バンバ
フォーミュラ1やバロックフォーミュラ、アバロレーシング、バロックラリー、K-3などを輸送する大型トレーラー（トランスポーター）。

## キャラクター
速水俊介
声 - 三ツ矢雄二
主人公のレーサーで、ドイツ人の父・ゲオルグと日本人の母を持つハーフ。レーサーになる前はパン屋の配送トラックの運転手として働いていた。
嵐銀次郎
声 - 納谷悟郎
カイザー・チームの監督。左目を眼帯で隠している。亡き友の息子・俊介を一人前のレーサーにすべく、厳しく育てる。
速水美子
声 - 瀬能礼子

嵐はな江
声 -柴山洋子
嵐銀次郎の姪。自動車やレースの事に無知なのだが、俊介のレースタイムを計る。
嵐ひろし
声 - 丸山裕子
嵐銀次郎の孫。はな江とは対照的に大の車好き。
立花秀人
声 - 曽我部和行
日本の№1レーサーで俊介のライバル。
ジョディ・コリンズ
声 - 市川治
俊介のライバル。富豪の家に生まれ、レーサーに加え工学博士号も所持する。
高木洋平
声 - 沢りつお
カイザー・チームのオーナー。銀次郎同様、ゲオルグとは親友だった。
高木涼子
声 - 高橋直子→田中真弓
洋平の娘で俊介のチームメイトのレーサー。
由比法念
声 - 安西正弘
カイザー・チームのメカニックメンバー。寺に生まれたが、寺の仕事を引き継がずカイザー・チームのメカニックになった。
川崎一郎
声 - 倉口佳三
カイザー・チームのメカニックメンバー。メカに関する知識を持つ。
アナウンサー
声 - 作間功
ナレーター
声 - 村越伊知郎

## 制作スタッフ
- 原作：大堂勲
- 監修：星野一義、稲垣謙三
- 企画：松永英（大広）、飯島敬、平山亨（クレジット表記なし、東映）、阿部征司（東映）
- プロデューサー：碓氷夕焼（テレビ朝日）、本田毅（和光プロダクション）
- 連載：テレビランド、てれびくん、小学館学年誌
- キャラクター原案：すがやみつる
- アニメーションキャラクター：岡迫亘弘
- メカニック設定：村上克司、デザインオフィス・メカマン（大河原邦男）
- 脚本：田村多津夫、村山庄三、富田祐弘、稲垣謙三、佐藤均 ほか
- 音楽：菊池俊輔
- 美術設定：小出英男
- 撮影監督：弘野正之
- 編集：小松みどり、新井ひでこ
- 撮影：佐藤均、角田秀一、武川昌志、小島和宏
- 特殊効果：山崎雅典
- 録音監督：石田忠賢
- 効果：伊藤克己(スワラプロ)
- 調整：大塚晴寿
- 録音スタジオ：整音スタジオ
- 現像所：東京現像所
- 制作担当：森澄徳行
- 制作デスク：小西政夫、森本一雄
- チーフ・ディレクター：布川ゆうじ
- 作画監督：湖川滋、岡迫亘弘、井口忠一、上條修、田辺由憲 ほか
- 絵コンテ、演出：布川ゆうじ、青木悠三、安濃高志、広川和之、長谷川康雄、古川順康、田代文夫、石田昌久、柳弘道 ほか
- オープニングアニメーション：金田伊功（クレジット表記なし）
- 現像所：東京現像所
- 企画協力：鈴鹿サーキット、企画者104
- アニメスタジオ（アニメーション制作）：グリーンボックス
- 制作協力：和光プロダクション
- 制作：テレビ朝日、東映、大広

## 主題歌
レコードは日本コロムビア、ソノシートは朝日ソノラマから発売。
オープニング・テーマ
- 『激走!ルーベンカイザー』
歌 - ささきいさお、こおろぎ'73 / 作詞 - 八手三郎 / 作曲・編曲 - 菊池俊輔

エンディング・テーマ
- 『おまえが選んだ道だから』
歌 - ささきいさお / 作詞 - 八手三郎 / 作曲・編曲 - 菊池俊輔

## 放送リスト
| 話 | 放送日          | サブタイトル                  |
| -- | --------------- | ----------------------------- |
| 1  | 1977年 10月10日 | スタート!日本グランプリ       |
| 2  | 10月17日        | フル・スロットルでふっとばせ! |
| 3  | 10月24日        | 驚異の6輪車                   |
| 4  | 10月31日        | 根性のスピーンターン          |
| 5  | 11月7日         | 決死の氷雪ラリー              |
| 6  | 11月14日        | 母に捧げる優勝カップ          |
| 7  | 11月21日        | 死の特訓は誰のため!?          |
| 8  | 11月28日        | ビッグマシンをやっつけろ      |
| 9  | 12月5日         | 命知らずのF1野郎              |
| 10 | 12月12日        | 小鳥がおくった友情            |
| 11 | 12月19日        | モンテカルロラリー初出場      |
| 12 | 1978年 1月2日   | サーキットから消えた男        |
| 13 | 1月9日          | いくぞ!南アフリカGP           |
| 14 | 1月16日         | 当ってくだけろ!               |
| 15 | 1月23日         | 逆転!モナコGP                 |
| 16 | 1月30日         | 見よ!レーサーの意地           |
| 17 | 2月6日          | 栄光へのスタート              |

## 放送局
系列は放送当時のもの。
| 放送対象地域 | 放送局           | 放送日時                  | 系列                                         | 備考                  |
| ------------ | ---------------- | ------------------------- | -------------------------------------------- | --------------------- |
| 関東広域圏   | テレビ朝日       | 月曜 19:00 - 19:30        | テレビ朝日系列                               | 制作局                |
| 北海道       | 北海道テレビ     | 月曜 19:00 - 19:30        | テレビ朝日系列                               |                       |
| 宮城県       | 東日本放送       | 月曜 19:00 - 19:30        | テレビ朝日系列                               |                       |
| 中京広域圏   | 名古屋テレビ     | 月曜 19:00 - 19:30        | テレビ朝日系列                               |                       |
| 近畿広域圏   | 朝日放送         | 月曜 19:00 - 19:30        | テレビ朝日系列                               | 現・朝日放送テレビ    |
| 広島県       | 広島ホームテレビ | 月曜 19:00 - 19:30        | テレビ朝日系列                               |                       |
| 福岡県       | 九州朝日放送     | 月曜 19:00 - 19:30        | テレビ朝日系列                               |                       |
| 新潟県       | 新潟総合テレビ   | 月曜 19:00 - 19:30        | フジテレビ系列 日本テレビ系列 テレビ朝日系列 | 現・NST新潟総合テレビ |
| 鹿児島県     | 鹿児島テレビ     | 月曜 19:00 - 19:30        | フジテレビ系列 日本テレビ系列 テレビ朝日系列 |                       |
| 岩手県       | テレビ岩手       | 月曜 - 金曜 18:00 - 18:30 | 日本テレビ系列 テレビ朝日系列                | 1979年に放送。        |
| 福島県       | 福島中央テレビ   | 土曜 19:00 - 19:30        | 日本テレビ系列 テレビ朝日系列                |                       |
| 福井県       | 福井放送         | 土曜 16:50 - 17:20        | 日本テレビ系列                               |                       |
| 長野県       | 長野放送         | 土曜 18:30 - 19:00        | フジテレビ系列                               |                       |

## 漫画
- てれびくん 1977年11月号 - 1978年2月号 石原光二
- テレビランド 1977年11月号から1978年2月号 田辺節雄、桜多吾作(1977年11月増刊号)

## 補足
- ヨーロッパ圏では、「Formula 1」のタイトルで放送された。
- ポピニカでは、ルーベンカイザーF1、K-3、バロックセダン、バロックラリー、バロックレーシング、バンバが発売された。この他にもDXルーベンカイザーF1、DXアバロ、アバロ、アバロレーシングも発売が予定されていたが本番組が放送期間の短縮によって発売には至らなかった。当時から発売された「バロックレーシング」のミニチュアカーには、同じくポピーが玩具を発売していた『グランプリの鷹』の主人公である轟鷹也がドライバーとして誤記されている。
- 東映ビデオから発売された、1976年 - 1982年の東映動画・東映関連のアニメーション作品のOP映像とED映像を集めた映像ソフト「TVヒーロー主題歌全集」には、本作のOPと前期EDの映像も収録されている。なお、本編の映像ソフト化は、2025年現在実現していない。